# Kungsholmen runt
Kungsholmen Runt arrangeras normalt i början av maj, tre eller fyra veckor före Stockholm marathon. Start- och målområde är Rålambshovsparken, på Kungsholmen i Stockholm och banan löper till stora delar längs vattnet på Kungsholmen, med mycket få backar.
Kungsholmen Runt arrangerades första gången 1981 som ett 10 km-lopp. 1982-1984 arrangerades det som Stockholmsområdets populäraste halvmaratonlopp. 1985-1986 var distansen 14 065 meter, motsvarande en tredjedel av ett marathonlopp. 1987-1988 var distansen 10 548 meter, motsvarande en fjärdedel av ett marathonlopp. 1988 kunde även dubbla distansen springas, vilket innebar att halvmarathondistansen åter arrangerades detta år. 1989-2000 omfattade loppet endast 9,9 km och sedan lämnade Westermalms IF arangemanget.
När FK Studenterna tog över arrangemanget år 2001 återinfördes halvmarathondistansen, vilken 2009 kompletterades med ett lopp på 10 km. Covid-19-pandemin medförde att loppet inställdes helt 2020. När restriktionerna lättat genomfördes endast 10 km-distansen den 14 augusti 2021. 2022 återgick loppet till att arrangeras i maj och då återinfördes båda klasserna.
År 2015, när löpartävlingen hade SM-status på halvmarathon-distansen, hade deltagarantalet växt till 4632.

## Vinnare genom tiderna

### Herrar, halvmarathon
- 2023: Joacim Lantz, 1:09:34
- 2022: Olle Walleräng, 1:06:18
- 2019: Thomas Stevens, 1:09:36
- 2018: Abraha Adhanom, 1:05:20
- 2017: Abraham Adhanom, 1:06:10
- 2016: Lars Södergård, 1:08:28
- 2015: Abraham Adhanon, 1:04:38[6]
- 2014: Daniel Woldu, 1:09:40[7]
- 2013: Anders Graahl, 1:12:02[8]
- 2012: Fredrik Uhrbom, 1:11:53[9]
- 2011: Haben Idris, 1:06:01[10]
- 2010: Linus Nilsson, 1:10:56[11]
- 2009: Marek Poszepczynski, 1:10:11[12]
- 2008: Marek Poszepczynski, 1:11:11[13]
- 2007: Anders Österlund, 1:12:33[14]
- 2006: Erik Öhlund, 1:09:19[15]
- 2005: Alfred Shemweta, 1:08:57[16]
- 2004: Jonas Larm, 1:12:15[17]
- 2003: Fred Mogaka Tombu, 1:05:09[18]
- 2002: Anders Karlsson, 1:10:12[19]
- 2001: Bjarne Thysell, 1:08:57[20]
- 1988: Krister Svensson, 1:11:20 [21]
- 1984: Josef Machalec, 1:07:17[21]
- 1983: Agapius Masong, 1:03:57[21]
- 1982: Jan-Iwar Westlund, 1:06:25[21]

### Damer, halvmarathon
- 2023: Mikaela Arfwedson, :1:17:55
- 2022: Jenny Björnberg, 1:19:18
- 2019: Malin Starfelt, 1:19:16
- 2018: Johanna Salminen, 1:25:09
- 2017: Charlotte Karlsson, 1:17:16
- 2016: Sofia Evnert, 1:20:27
- 2015: Isabellah Andersson, 1:11:56[6]
- 2014: Mikaela Kemppi, 1:19:40[22]
- 2013: Mikaela Kemppi, 1:22:17[23]
- 2012: Charlotte Karlsson, 1:20:17[24]
- 2011: Anna von Schenck, 1:18:53[10]
- 2010: Anna von Schenck, 1:17:42 [11]
- 2009: Kajsa Berg, 1:22:33[12]
- 2008: Anna von Schenck, 1:19:15[13]
- 2007: Anna von Schenck, 1:17:52[14]
- 2006: Helena Olofsson, 1:21:36[15]
- 2005: Ylva Samuelsson, 1:28:22[16]
- 2004: Kajsa Friström, 1:25:57[17]
- 2003: Marie Söderström-Lundberg, 1:16:10[18]
- 2002: Anna Lindh, 1:21:22[19]
- 2001: Kajsa Friström, 1:26:15[20]
- 1988: Kajsa Friström, 1:31:10 [21]
- 1984: Ella Grimm, 1:23:40[21]
- 1983: Caroline Smith, 1:21:32[21]
- 1982: Midde Hamrin, 1:12:32[21]